# Norsk (sprog)
 For alternative betydninger, se Norsk. (Se også artikler, som begynder med Norsk)
Norsk er et vestnordisk sprog fra den nordgermanske gren af den germanske sprogfamilie og er i lighed med svensk og dansk, stærkt påvirket af nedertysk. Norsk har to officielle skriftsprog: Bokmål og nynorsk. Bokmål (bogmål), med den uofficielle konservative form riksmål (rigsmål) har sin oprindelse i dansk skriftsprog. Nynorsk er derimod baseret på norske dialekter, primært fra Vestlandet. Omkring 87 procent af nordmændene skriver bokmål.

## Sproghistorie
Norsk kan føres tilbage til de vestnordiske dialekter af norrønt, som også islandsk og færøsk er udgået fra, men afstanden til disse ønordiske sprog er i dag langt større end afstanden til de østnordiske sprog dansk og svensk. Det er vanskeligt at afgrænse norsk mod svensk og dansk efter rent sproglige kriterier; i praksis kan moderne norsk siges at være de skandinaviske dialekter og standardsprog, som har geografisk tilknytning til Norge.
Norsk som skriftsprog blev fra senmiddelalderen erstattet af dansk skriftsprog. Videreførelsen af det danske skriftsprog blev senere kaldt riksmål og bokmål. Dette sprog var frem til retskrivningsreformen af 1907 identisk med dansk. Midt i 1800-tallet opstod landsmål, senere nynorsk, som et alternativt skriftsprog baseret på flere norske dialekter. Dette gav stødet til den norske sprogstrid, en langvarig strid mellem tilhængere af de forskellige målformer og retskrivninger. Omkring 87–89 % af nordmændene bruger i dag bokmål som deres vigtigste skriftsprog, mens resten bruger nynorsk.
Når det gælder norsk som talesprog må der sondres mellem norsk i historisk forstand og moderne norsk talesprog. Moderne norsk består dels af de traditionelle norske dialekter, som bruges i det meste af Norge, og dels af standardsprog, hovedsagelig standard østnorsk, som har deres genetiske (historisk-lingvistiske) oprindelse i dansk talemål. Standard østnorsk indtager en særstilling, ved at dette standardsprog ikke er en norsk dialekt og i høj grad har fortrængt de stedbundne dialekter i Østlandet, dvs. de østnorske talemål.

## Genetisk klassificering
Norsk er et nordisk sprog i den germanske gruppe i den indoeuropæiske sprogfamilie.
Traditionelt har sproget været klassificeret som et vestnordisk sprog sammen med islandsk og færøsk, mens dansk og svensk har været klassificeret som østnordiske sprog. Dette er baseret på fonologiske forskelle som opstod tidligt i norrøn tid. Denne klassificering er problematisk, fordi den tillægger dialektforskelle indenfor det fastlandsnordiske dialektkontinuum større vægt end skellet mellem tydeligt adskilte sprog, fordi de førstnævnte forskelle er ældre end de sidstnævnte. Desuden går en del af skellene mellem vest- og østskandinavisk tværs igennem det norske sprogområde, og endvidere har skriftsproget bokmål mange østnordiske træk på grund af sit nære slægtskab med dansk og kan i sin mest konservative variant siges at være nærmest rent østnordisk. Det standardiserede talesprog knyttet til bokmål, standard østnorsk, klassificeres heller ikke som en norsk dialekt. Et skel mellem vestnordisk og østnordisk opleves derfor som problematisk og lidet relevant for moderne norsk.
Efter en nyere klassificering baseret på de moderne nordiske sprog, udgør norsk og svensk nordskandinavisk. Nordskandinavisk udgør sammen med sydskandinavisk (dansk) fastlandsnordisk, som sammen med ønordisk danner den nordiske undergruppe af germansk.

## Talesprog
Moderne norsk talesprog kan inddeles i norske dialekter samt standardsprog, som har deres genetiske oprindelse (sproglige stamtræ) i dansk sprog, særlig repræsenteret ved dannet dagligtale og den moderne videreførelse af dette talesprog, standard østnorsk. Standardsprog kan også regnes som sociolekter for byborgerskabet i de østnorske byer, samt Bergen og Trondheim. De norske dialekter er derimod de traditionelle stedbundne, lokale talemål med rødder i talemålet før dansketiden. Standardsprog, dialekter og (dansk) skriftsprog har gennem århundrederne gensidigt påvirket hinanden.

### Norske dialekter
Norsk talesprog er i synkront perspektiv kendetegnet af relativt store dialektforskelle og stærke, livskraftige dialekter. Dialektforskellene kan blandt andet tilskrives store geografiske afstande, og at fjeldlandskabet har begrænset kontakten mellem folk i tidligere tider. Det specielle ved Norge er den stærke stilling dialektbrug har fået i nyere tid. Med undtagelse af situationer hvor man er bundet af manuskript, er det relativt usædvanligt for dialekttalende at lægge om til et af «standardsprogene», selv i mere formelle sammenhænge.
Man skelner mellem to hovedgrupper af dialekter i Norge, østnorsk og vestnorsk. De østnorske dialekter tales på Østlandet, i Trøndelagen og i Nordmøre; de vestnorske dialekter tales i Agder-fylkerne, på Vestlandet inklusive Sunnmøre og Romsdal, og i Nordnorge. Hovedkriteriet for skellet er den såkaldte jamvektslov: i østnorske dialekter blev de tryklette endevokaler fra norrønt svækket til e eller bortfalder i ord med lange (og dermed mere betonede) rodstavelser, men holder sig uændret i ord med korte rodstavelser. Et andet særtræk ved østnorske dialekter er, at de har tykt l, hvor skriftbilledet har «l» eller «rd». Den mest iørefaldende forskelle er imidlertid, at østnorske dialekter har lavtone, mens vest- og nordnorske har højtone, det vil sige, at et ord som «Bergen» har initial lav tone i Østnorge, men høj eller faldende tone i Vest- og Nordnorge.
Det østnorske dialektområde kan inddeles i østlandsk og trøndersk, og det vestnorske område kan inddeles i vestlandsk og nordnorsk.

### Standardsprog og sociolekter
Udover norske dialekter finder man flere standardsprog i Norge: Standard østnorsk (tidligere dannet dagligtale) i Østlandet, penbergensk i Bergen og fintrønder i Trøndelagen. Disse talemål kan opfattes som både standardsprog og sociolekter. Det højere talemål adskiller sig særlig i morfologi fra de omkringliggende dialekter, og hører hverken til de østnorske eller vestnorske dialekter. De er ikke norske dialekter i lingvistisk forstand, men en del af talesproget i Norge som sammen med dialekterne udgør moderne norsk.

## Skriftsprog

### Alfabet
Det norske alfabet er siden 1955 identisk med det danske og har 29 bogstaver. Det bygger på det latinske alfabet, og har i tillæg de tre vokaler æ, ø og å, som har deres plads i slutningen af alfabetet.
| A | B | C | D | E | F | G | H | I | J | K | L | M | N | O | P | Q | R | S | T | U | V | W | X | Y | Z | Æ | Ø | Å |
| a | b | c | d | e | f | g | h | i | j | k | l | m | n | o | p | q | r | s | t | u | v | w | x | y | z | æ | ø | å |

Bogstaverne c, q, w, x og z bruges næsten udelukkende i lånord. Enkelte norske efternavne bliver også skrevet med disse bogstaver.
Nogen vokaler kan modificeres ved at bruge diakritiske tegn: é, è, ê, ó, ò, â, og ô. På nynorsk kan også ì, ù og ỳ forekomme. De diakritiske tegn er ikke obligatoriske, men kan i nogle tilfælde adskille forskellige betydninger af ordet, fx for, fór, fòr og fôr på nynorsk. Visse låneord bliver skrevet med andre diakritiske tegn, særlig ü, á og à.

### Målformer
Før 1885 havde norsk kun én officiel målform, og dette skriftsprog var i alt væsentlighed identisk med dansk. Sproget gik under forskellige navne, men blev i 1800-tallet stort set bare kaldt norsk. Gennem Ivar Aasens arbejde med at skabe sproget landsmål blev der etableret en situation med to skriftlige målformer. I 1885 vedtog Stortinget at bede regeringen, «om at træffe fornøden Forføining til at det norske Folkesprog som Skole- og officielt Sprog sidestilles med vort almindelige Skrift- og Bogsprog».

#### Riksmål og bokmål
Videreførelsen af det danske skriftsprog var i hovedsagen identisk med skriftsproget i Danmark indtil 1907, med undtagelse af nogen få enkeltord. Både dansk og norsk gennemgik i 1800- og 1900-tallet en gradvis reform af skriftsproget. Gennem reformerne i 1907 og 1917 gik det sprog, som dengang var kendt som riksmål og som i 1929 fik det officielle navn bokmål, fra at være nærmest identisk med dansk til at få et mere fornorsket udtryk. Udviklingen af dette skriftsprog blev fra 1938 præget af strid mellem de som ville smelte sproget sammen med nynorsk for at skabe et «samnorsk», og de som modsatte sig denne udvikling. Da den norske sprogstrid brød ud for alvor tidligt i 1950-erne begyndte Det Norske Akademi for Sprog og Litteratur at lave en alternativ retskrivning, der blev kaldt riksmål, som blev brugt af store dele af hovedstadspressen anført af Aftenposten. Efter at samnorskpolitikken havde vist sig mislykket, blev Vogt-komitéen («sprogfredskomiteen») nedsat, noget som resulterede i en reform af officielt bokmål i 1981 i konservativ retning. I 2005 fulgte endnu en reform som nærmest eliminerede forskellene mellem riksmålsnormalen og (moderat) bokmål.
I dag rummer den officielle variant af bokmål, som normeres af Språkrådet, både former som kaldes moderat bokmål og former som kaldes radikalt bokmål. Moderat bokmål er mere eller mindre identisk med Det Norske Akademis riksmålsnorm.

#### Landsmål, nynorsk og høgnorsk
Ivar Aasens oprindelige landsmål fik ved Stortingsvedtag i 1929 navnet nynorsk. Samnorskpolitikken førte fra 1938 til at en lang række «bokmålsformer» blev taget ind i nynorsk. I dag rummer nynorsk, som officielt normeret af Språkrådet, mange forskellige former. Tilhængere af Ivar Aasens oprindelige skriftsprog, den mest konservative variant af nynorsk, kalder dette sprog høgnorsk, som bliver fremmet af Ivar Aasen-sambandet.

#### Brug af målformerne
Af Norges 431 kommuner, har 160 bokmål som officiel målform og 114 nynorsk, mens 157 kommuner er sproglig neutrale. De fleste kommuner med nynorsk som målform ligger i Vestlandet, Sørlandet, i Gudbrandsdalen, Hallingdal og Vest-Telemark. Per 1. juli 2009 har de tre fylker (Møre og Romsdal, Sogn og Fjordane og Hordaland) med nynorsk som målform 829 417 indbyggere. De to fylker (Østfold og Vestfold) med bokmål som målform har 500 254 indbyggere. De fire fylker (Møre og Romsdal, Sogn og Fjordane, Hordaland og Rogaland) med nynorsk som flertalsmålform har 1 253 610 indbyggere. De ni fylker (Østfold, Akershus, Hedmark, Oppland, Buskerud, Vestfold, Vest-Agder, Nordland og Finnmark) med bokmål som flertalsmålform har 2 140 590 indbyggere.
Rundt regnet 86,1 % af grundskoleeleverne i Norge havde bokmål som oplæringsmål i 2007, mens 13,9 % havde nynorsk som målform. 11,1 % af de værnepligtige opgav nynorsk som målform i 2005. Dette var en stigning på 1,7 % fra året før. Rundt regnet 89 % beder om at få selvangivelsen på bokmål. 9 % af de bøger som blev udgivet på norsk i 2003 var på nynorsk. 89 % af aviserne i Norge redigeres på bokmål, 6 % på nynorsk og 5 % på begge målformer.

## Historie

### Urnordisk
Norsk har udviklet sig fra det fælles skandinaviske sprog urnordisk som blev brugt i perioden 200 til 500. Skriftlige kilder af urnordisk finder vi i runeinskriptioner. Urnordisk må have været gensidig forståeligt med de vestgermanske sprog, som blandt andet engelsk, tysk og nederlandsk har udviklet sig fra.

### Synkopetiden
Omkring 500 gik urnordisk ind i en periode med bortfald af stavelser, den såkaldte synkopetid. For eksempel blev de urnordiske navne AnulaibaR og HarjawaldaR forkortet til Óláfr og Haraldr (i dag Olav og Harald). Disse forandringene var så omfattende, at sprogene før og efter synkopetid ikke ville vært gensidigt forståelige, men nordisk og vestgermansk adskilte sig ikke fuldstændig på grund af sprogkontakt og parallel udvikling.

### Norrønt
Sproget i Norden fra omkring 700 kaldes norrønt. I norsk sprogvidenskab bliver norrønt traditionelt først og fremmest brugt om sproget i Norge og på Island, selv om dialektforskellene i det nordiske sprogområde var minimale, og sproget i samtiden blev opfattet som et sprog, kaldet norrǿna eller dǫnsk tunga (dansk tunge). Fra 700-tallet opstod alligevel visse dialektforskelle, og det er vanligt at tale om en vestnordisk dialekt i Norge og på Island og Færøerne og en østnordisk dialekt i Sverige og Danmark. For eksempel blev de gamle diftonger monoftongeret i øst, så hvor svensk og dansk i dag har sten, røs og løs, har mange norske dialekter stein, røys og laus. Også islandsk og færøsk beholdt diftongerne.
Norrønt sprog havde på grund af vikingernes rejser og erobringer stærk indvirkning på oldengelsk på denne tid, og det bidrog til at opretholde den gensidige forståelighed. Forskellen kan have været omtrent som forskellen mellem norsk og svensk i dag.
Fra omkring 1200 adskilte dansk sig stadig mere fra norsk og svensk. Dansk mistede skillet mellem flere vokaler i grammatiske endelser, sådan at hvor norsk og svensk veksler mellem e, a og o har dansk kun e. Dansk fik også en særegen fonologisk udvikling, blandt andet får dansk sine bløde konsonanter og det danske stød opstod på denne tid. Dette dialektskel er større end det ældre skel mellem østnorsk og vestnorsk, og det er først og fremmest dette som gør, at nordmænd har vanskeligere ved at forstå mundtlig dansk end svensk.
De norske norrøne dialekter frem til omkring 1350 kaldes gammelnorsk. Gammelnorsk blev skrevet både med runer og med det latinske alfabet, som blev indført sammen med kristendommen i 1000-tallet. Da mange af de skrivekyndige døde i den sorte død i 1349 blev det norske skriftsprog svækket.

### Mellemnorsk
Det norske sprog fra den sorte død til reformationen i 1536 kaldes mellemnorsk. På ny gik norsk ind i en periode med store forandringer og forenklinger. De samme ændringer skete i stor grad i svensk og dansk, sådan at afstanden mellem de skandinaviske sprog ikke øgedes betydeligt. En vigtig drivkraft i sprogændringerne i denne periode var den udstrakte kontakt med hanseatiske handelsmænd, det vil sige nordtyskere, og deres nedertyske sprog. Ikke mindst gælder det ordforråd som i stor grad blev byttet ud. Skandinaver og nordtyskere kunne således forstå hverandre, men med det resultat, at afstanden til de ønordiske sprog islandsk og færøsk øgedes, og det nordiske sprogområde blev definitivt delt.
På grund af Kalmarunionen fra 1397 og derefter unionen med Danmark blev dansk skriftsprog stadig mere brugt i Norge. Norsk holdt sig bedst i de såkaldte bondebreve, som i hovedsagen var sagsdokumenter fra retsvæsenet. Her finder man skriftlig norsk langt op i 1600-tallet.

### Nynorsk
Fra 1500-tallet fik de skandinaviske sprog en form, som nutidens skandinaver ville have kunnet forstå. Dette stadie af norsk sprogudvikling kaldes nynorsk. Siden norrøn tid var kasussystemet blevet stærkt svækket, selv om enkelte norske dialekter fremdeles har bevaret skellet mellem nominativ og dativ. De personlige pronomener har også beholdt et todelt kasussystem som i skellet mellem du og deg.
Den første systematiske granskning af det nynorske sprog blev udført af Ivar Aasen. I 1840-erne rejste han rundt i landet og studerede dialekterne. I 1848 publicerede han Det norske Folkesprogs Grammatik og i 1850 kom Ordbog over det norske Folkesprog. Dette arbejde blev mødt med stor velvilje i samtiden, og han regnes nu som grundlæggeren af norsk sprogvidenskab.
I 1852 skabte Aasen målstrid, da han udtrykte ønske om at lave en normalform af folkesproget til almen brug. Nogen skriftnormal fandtes endnu ikke, og Aasen var derfor ikke klar til kamp og prøvede at afdramatisere sagen. Den første skitse til en normal kom i 1853 med Prøver af Landsmaalet i Norge. Den første virkelig store strid opstod i efteråret 1858, da journalisten og digteren Aasmund Olavsson Vinje startede ugebladet Dølen, det første tidsskrift på det nye landsmål. Aasen fuldførte landsmålsnormalen med publiceringen af Norsk Grammatik i 1864 og Norsk Ordbog i 1873. Partiet Venstre tog målsagen op, og i 1885 blev landsmålet sidestillet med det danske skriftsprog, eller vort almindelige Skrift- og Bogsprog som det hed i stortingsvedtagelsen. Den første officielle retskrivning kom i 1901, og i 1907 blev der indført obligatorisk eksamen i landsmål ved studentereksamen.

### Dansk-norsk
Med reformationen og bogtrykkerkunsten øgedes skriftsprogets betydning, og mange af Europas skriftsprog fik sin moderne form i arbejdet med bibeloversættelserne på denne tid. I Skandinavien fik vi to standardskriftsprog, et svensk baseret på dialekterne i og omkring Stockholm, og et dansk baseret på dialekterne omkring Øresund og i Nordsjælland. I Norge befæstede dansk sin stilling.
I 1600-tallet udviklede der sig et højtidssprog i Norge med skriftsproget som rettesnor. En skriftret læseudtale af dansk blev brugt som prædikesprog i kirkerne og senere i konfirmationsundervisningen og skolerne. I skolerne varede dette til Stortinget i 1878 vedtog, at undervisningen skulle gives på «Børnenes eget Talesprog». At tale sådan blev ifølge Jonas Ramus' ordliste fra Ringerike i 1698 kaldet at knote, med «hand har lært at knote» som eksempel. Klokkerdansk er også brugt om dette talesprog.
Ved siden af højtidssproget udviklede der sig en dansk-norsk dagligtale, som efterhånden blev modersmål for den norske overklasse. Udviklingen begyndte i 1600-tallet, men så sent som i 1800-tallet kunne der fremdeles være stærkt dialektpræg i denne såkaldte dannede dagligtale. Det dansk-norske talesprog var mest dansknært i slutningen af 1800-tallet. Dansk-norsk var et koinéspråk, det vil sige en blanding af gensidigt forståelige dialekter, men transplanteret ind i et område hvor det skiller sig ud fra dialekterne som omgiver det. For eksempel havde dansk-norsk i modsætning til dialekterne i Oslo og området rundt om Viken ikke noget ligevægtssystem, kun én vokal ('e') i grammatiske endelser, monoftonger for de fleste gammelnorske diftonger, lille brug af retroflekser og tykt l, og det havde i nogen grad bløde konsonanter.
Selv om det også før 1814 var kendt blandt sproginteresserede embedsmænd, at norsk kunne kaldes et eget sprog med lige så stor ret som dansk og svensk, og selv om norske digtere siden midten af 1700-tallet havde benyttet særnorske ord i det danske skriftsprog, er det først i 1830'erne at ønsket om et norsk skriftsprog bliver klart udtrykt. Det begyndte med Henrik Wergeland, som forsvarede brugen af norske ord i digtning og folkeoplysning med det mål at udskille et selvstændig norsk skriftsprog. Mens Wergeland begrænsede sig til en leksikalsk fornorsking, tog først Ludvig Kristensen Daa og senere særlig Knud Knudsen til orde for ortofone eller lydrette retskrivingsprincipper efter inspiration af den danske ortofonibevægelse. Et centralt spørgsmål var hvilket talemål som skulle ligge til grund for den lydrette skrivemåde. Knudsen argumenterede mod højtidsspråket, fordi ingen havde det som deres naturlige talemål, og kom frem til princippet om at basere skriftsproget på «den almindeligste Udtale af Ordene i de dannedes Mund», med andre ord den dansk-norske dagligtale. Knudsen så for sig en gradvis fornorsking i denne retning, men fik ikke mulighed for at opleve det selv. Den første retskrivning baseret på hans principper kom i 1907 og grundlagde det som i dag hedder bokmål. Han kaldes derfor ofte bokmålets far.

### 1900-tallet
Hvis Knud Knudsen er bokmålets far, må Moltke Moe være samnorsks far. Han var en af mændene bag retskrivningsreformen af 1907, men allerede i 1900 skrev han, at han så en retskrivning baseret på Knudsens principper som «det første store steg henimot en målform som én gang kan samle vort land, med rum for alt norsk, for by som for bygd, mot et mål som med rette kan kaldes  'riksmål', med rette  'landsmål' – fordi det er Norges lands, Norges rikes mål.» Inspireret af succesen i 1907 fortsatte Moe med at arbejde for nye sprogreformer med tanke på en fremtidig sammensmeltning. I 1909 brugte han ordet samnorsk om dette fremtidssprog. Traditionelt er han derfor blevet regnet som ophavsmanden til samnorskbegrebet, men Arne Garborg brugte det allerede i 1877 i omtrent samme betydning.
Moe døde i 1913, men ideerne blev videreført af Stortinget, som dette år på regeringens anmodning bevilgede 6 000 kroner til en komité «til at ta under overveielse spørsmaalet om en revision av saavel landsmaalets som riksmaalets retskrivning». Komiteens mandat er det første stortingsvedtaket som kan sies å underbygge den kommende samnorskpolitikken: «Endelig kan det kanske ogsaa være spørsmal om en viss tilnærmelse i grammatisk henseende mellem de to maalformer, forsaavidt en saadan tilnærmelse kan bygge paa levende taleform.»
Retskrivingsreformen blev gennemført ved kongelig resolution i 1917. De obligatoriske ændringer var relativt forsigtige, men i tilgift kom valgfrie tilnærmingsformer. Spørgsmålet kom op til debat i Stortinget i 1919 efter interpellation fra Carl Joachim Hambro d.e.. Einar Lundeby skriver i 1966:
| Citat | Interpellasjonen ble drøftet i tre dager, referatet er på 125 sider. Debatten er trolig den voldsomste i språksakens historie, den som hadde sterkest tilknytning til den allmenne politiske situasjonen, og den som mest lidenskapelig engasjerte både stortingsrepresentanter og publikum (presidenten klager gjentatte ganger over uro på galleriet og truer med å la det rydde). Stortingets behandling av denne saken innvarsler også noe prinsipielt nytt, idet det er første gang Stortinget befatter seg med normeringen av skriftspråkene. | Citat |
|       | |       |

I Stortinget faldt forslaget om at afvise reformen med 58 mod 68 stemmer, et forslag om udsættelse faldt med stortingspræsidentens dobbeltstemme.
Norges Lærerlag støttede reformen og havde forud for debatten opfordret Stortinget til ikke at kalde den tilbage. Efter afgørelsen tog indførelsen af de valgfrie tilnærmingsformer i skolerne fart. Efteråret 1920 fremlagde Østlandsk reisning en liste over de 305 af landets 674 kommuner som havde vedtaget at tage dem i brug, 86 af disse havde landsmål i mindst én kreds.
Dette år blev Riksmålsvernet stiftet, noget som markerede starten på den private normering af riksmålet. Ellers var Aftenposten blandt de stærkeste modstanderne af officiel normeringspolitik og tog først 1907-retskrivningen i brug i 1923 og 1917-retskrivningen i 1928.
I forbindelse med ændringer i lærerskoleloven i 1929 kom spørgsmålet om navnet på målformene opp. Landsmålet skiftede navn til nynorsk, mens navnet bokmål blev videreført fra tidligere lovpraksis, selv om skriftnormen siden 1907 havde været kaldt riksmål. Forslag om at bruge riksmål eller dansk-norsk i stedet for bokmål faldt med henholdsvis 13 mod 22 og 17 mod 18 stemmer i Lagtinget. Dette har siden været regnet som den officielle afgørelse på navnespørgsmålet. Efter dette har riksmålsbevegelsen brugt navnet riksmål om sin private norm i modsætning til den officielle bokmålsnorm.
I 1938 kom rettskrivingsreformene i bokmål og nynorsk som i dag bliver husket som de store samnorskreformer. Hovedarkitekten var historikeren, målmanden og arbeiderpartimanden Halvdan Koht. Principperne reformen byggede på var som i 1917 samordning af skrivemåder i målformene og fælles tilnærmelse til østlandsdialektene. For at rydde op i den store valgfrihed som 1917-retskrivningen havde indført, blev de tilladte former delt i to: hovedformer og sideformer. Hovedformerne skulle bruges i lærebøger, mens sideformene var tilladt at bruge for elever. For bokmålets del var det nyt at mange former uden basis i den «dannede tale» eller standard østnorsk blev eneformer eller eneste hovedformer. Bl.a. blev ramn, vatn, botn og fram eneformer, mens mjøl og mjølk ble hovedformer (med mel og melk som sideformer). Dette vakte meget stærke reaktioner i riksmålsbevægelsen. I nynorsk var det også de traditionelle former som blev fjernet eller sat i klammer. I Noregs mållag var man delt i synet på reformen, og der udbrød intern strid. Det endte med et kompromis som i praksis accepterede tilstanden.
Nynorsk havde siden begyndelsen af 1900-tallet været på fremmarch i Norge. I forbindelse med at lærebøgerne måtte skiftes ud efter 1938, valgte endnu flere skolekredse at gå over til nynorsk. I 1943 brugte halvparten af landets skolekredse nynorsk, noget som omfattede en tredjedel af eleverne.
Efter krigen intensiverede Riksmålsforbundet under ledelse af Arnulf Øverland kampen mod det de kaldte «samnorskretskrivningen». De organiserede Foreldreaksjonen mot samnorsk i 1951 og stiftede Det Norske Akademi for Sprog og Litteratur i 1953. Denne modstand må siges at have været en hovedårsag til at myndighederne efterhånden opgav tilnærmingnerne fra bokmålets side.
I 1952 blev Norsk språknemnd oprettet med mål om at fremme tilnærmning mellem de to skriftmål på folkemålets grund. I 1959 kom den nye læreboknormalen for begge målformer. For nynorsks del betød den en yderligere tilnærming til bokmål. Denne gjelder fremdeles for nynorsk, bare med mindre ændringer. For bokmålets del ønsket nævnet at være mere forsigtig på grund af den stærke modstand efter 1938, og noen traditionelle riksmålsformer kom tilbage. Men samtidig blev valgfriheden i læreboknormalen reduceret ved at flere riksmålsformer blev gjort til sideformer. Derfor mødte også denne reform stærk modstand fra riksmålsbevegelsen.
I 1959 blev Landslaget for språklig samling stiftet, og i 1966 lancerede de det første fuldstændige forslag til en samnorsknormal eller samlenormal, men denne fik aldrig nogen stor betydning.
I 1972 tog Norsk Språkråd over for Norsk språknemnd. I 1981 blev tilnærmingspolitikken i praksis opgivet ved at mange traditionelle riksmålsformer igen blev hovedformer i bokmål. Samme år overtog Det Norske Akademi ordbogs- og normeringsarbejdet fra Riksmålsvernet. Tilnærmningspolitikken ble officielt ophævet af Stortinget i 2002, og i bokmålsretskrivningen af 2005 blev skellet mellem hovedformer og sideformer ophævet.

## Fonologi

### Vokaler
De fleste norske dialekter har 18 monoftonger og seks diftonger.
Der er en del variation dialekterne imellem når det gælder realisering af vokalerne, men variationen når det gælder diftonger er større. De seks diftonger bliver skrevet ei, øy, au, ai, oi, ui. De tre første er vanlige, de går tilbage til urnordiske diftonger, og flere østlige dialekter har monoftong i stedet for diftong her (for eksempel stenrøs for steinrøys. Østlandsk bymålsudtale af diftongene er æi øy æʉ ɑi ɔy ʉi, trøndersk udtale av de tre første er ei øy øʉ. Diftongene har en del fællestræk, for eksempel er alle stigende, bortset fra den sidste, som er afvigende både ved at have to høje vokaler, og ved at den er repræsenteret i ordforrådet med kun et par ord: (å) huie og (i) hui (og hast).

### Konsonanter
Noget forenklet kan man tale om tre konsonantsystemer i norske dialekter. I sør- og vestlandsk har man det enkleste system. Østlandsk har i tilgift retroflekser, og nordenfjelds har man både retroflekser og palatalisering.
Retroflekst flap eller tykt l er en relativt sjælden sproglyd på verdensbasis. Den findes i alle østnorske dialekter og i visse vestnorske dialekter i grænseområderne til østnorsk, nemlig romsdalsk og sydlig nordlandsk. Traditionelt har standard østnorsk undviget retrofleksene, men disse er nu i høj grad accepterede i overensstemmelse med de omkringliggende dialekter. Undtagelsen er tykt l som fremdeles undgås, hvor skriftsproget har «rd».

### Længde
Norske vokaler kan være korte eller lange. Fonologisk set har norske konsonanter ikke længdeforskel. Selv om det er muligt at måle en lille forskel i længde mellem konsonanter, er dette altid afhængigt af vokallængde, og forskellen er langt mindre end den er det for lange og korte vokaler.
Forskellen mellem lette og tunge stavelser er afhængig af længde. En tung stavelse i norsk er en stavelse med konsonant og/eller med lang vokal i rimet i stavelsen.

### Tryk
Tryk i norsk falder på den sidste tunge stavelse i stammen ordets stamme. I den oprindelige norske del af ordforrådet indebærer dette at trykket falder på første stavelse:
- kas.te, hes.te.ne, ka.ta.ma.ra.nen, te.ve.en, for.stå.e.lig

I sammensætninger falder hovedtrykket på sammensætningens første led; senere led får bitryk.
- ka.ta.ma.ran.te.ve.en, ko.ne.bå.ten

En del ord følger dog ikke denne regel. Disse skal være mærket som undtagelser i leksikon, således at stammens sidste stavelse er „usynlig“ for trykplacering. Dette gælder blandt andet låneord med endelsen -or, og en del andre ord.
- pro.fes(.sor), lek(.tor), ko.le(.ra),

### Tonefald
I de fleste norske dialekter bliver hovedtryk realiseret på en af to forskellige måder, enten som tonelag 1 eller som tonelag 2. Tonelag 2 går historisk tilbage til ord som havde to stavelser i gammelnorsk. Dermed har de fleste flertalsformer tonelag 2 (²hester, ²piler). Omlydssubstantiv havde flertalsendelse uden konsonant, og har dermed tonelag 1 i dag (¹føtter, ¹hender).
Nye låneord får som regel tonefald 1 (¹kajakk, Tim¹buktu). Tonelag i sammensatte ord er fordelt efter et kompliceret mønster, hvor tendensen er at hvis konsonantene omkring sammenføjningen er ustemte og/eller obstruenter, er det mere sandsynligt med tonelag 1. Det er som om en stor hindring er med og deler ordet i to, således at det bliver tonelag 1, mens stemte konsonanter er med og holder ordet sammen, prosodisk set. Således heter det ¹ferskfisk men ²villaks.
I dialekterne bliver tonefaldene realiseret forskelligt, men den leksikalske tilordning er stort set den samme fra dialekt til dialekt. Hovedinddelingerne går mellem lavtonedialekter (Østlandet og Trøndelag) og højtonedialekter (Vestlandet og Nord-Norge). Lavtonedialekter realiserer tonelag 1 som lavtone og tonelag 2 som faldende tone, mens højtonedialekter realiserer tonelag 1 som højtone og tonelag 2 som stigende tone. Dette er en forenkling; særlig i grænseområderne mellem de to hovedsystemer er forholdene mere komplekse.
Ikke alle dialekter har tonefald. Tonefald mangler i dialekterne omkring Bergen, og i Nordnorge fra Nord-Troms og nordover. Begge disse områder har haft stor grad af sprogkontakt med andre sprog, og i alt fald for Nordnorge er nok finsk og samisk substrat grunden til det manglende tonefald.

## Morfologi

### Substantiver
Norske substantiver bliver bøjet i bestemthed (bestemt/ubestemt), numerus (ental/flertal) og kasus (nominativ/genitiv).
Som i de fleste andre indoeuropæiske sprog er substantiverne i norsk inddelt i bøjningsklasser, først og fremmest genus og stærk/svag bøjning. Norske substantiver har tre køn: hankøn, hunkøn og intetkøn. Undtagelsen er bergensdialekten og konservative varianter af bokmål, som bare har hankøn og intetkøn.
Bøjningen af regelmæssige substantiver afhænger af kønnet. Fra og med 1. juli 2005, kan alle hunkønssubstantiver på bokmål bøjes som om de var hankøn. I nogle varianter af nynorsk er der et stærkt og et svagt bøjningsmønster for hunkøns- og intetkønssubstantiver.
|    | Ental     | Ental      | Flertal  | Flertal     |
|    | Ubestemt  | Bestemt    | Ubestemt | Bestemt     |
| -- | --------- | ---------- | -------- | ----------- |
| m. | en gutt   | gutten     | gutter   | guttene     |
| f. | ei/en dør | døra/døren | dører    | dørene      |
| n. | et hus    | huset      | hus      | husene/husa |

|    | Ental             | Ental          | Flertal       | Flertal       |
|    | Ubestemt          | Bestemt        | Ubestemt      | Bestemt       |
| -- | ----------------- | -------------- | ------------- | ------------- |
| m. | ein gut           | guten          | gutar         | gutane        |
| f. | ei sol            | sola           | soler         | solene        |
| f. | ei kyrkje         | kyrkja         | kyrkjer       | kyrkjene      |
| n. | eit hus           | huset          | hus           | husa          |
| n. | eit hjarte/hjarta | hjartet/hjarta | hjarte/hjarto | hjarta/hjarto |

#### 8 forskellige substantivformer
Norske substantiver kan bøjes på 8 forskellige måder (der findes nogle undtagelser):
| Nominativ | en gutt  | gutten  | gutter  | guttene  |
| Genitiv   | en gutts | guttens | gutters | guttenes |

Eksempler på et substantiv med flere end 8 forskellige former:
| Nominativ | et folk  | folket  | folk    | folkene  |
| Genitiv   | et folks | folkets | folks   | folkenes |
| Vokativ   | folkens  | folkens | folkens | folkens  |

### Adjektiver
Norske adjektiver bliver bøjet i grad (fin – finere – finest) og genus. Med undtagelse af liten (lita, lite), og i nogen dialekter andre adjektiver på -en, er opposition mellem maskulinum og femininum neutraliseret, og bare neutrumsformen er afvigende. Bøjning i køn gælder kun adjektiver i positiv ubestemt ental, gradbøjede adjektiver, og adjektiver i flertal og/eller bestemt form (finere, finest, fineste, fine) har ikke genusbøjning.
Adjektiverne bliver bøjet i bestemthed og numerus, som substantiver. De adskiller sig alligevel fra hverandre ved, at de ved substantiverne er inherente kategorier, hvor adjektiverne retter sig efter substantivet. Eksponenterne for de ulige træk i hver kategori er også helt forskellige fra de eksponenter som findes indenfor substantivbøjningen. Flertal bliver udtrykt med -e for adjektivene, men med blandt andet -er for substantiverne (gule soler).
Der er to bøjningsparadigmer for adjektiverne; den svage bøjning bruges når argumentet er bestemt, og den stærke bruges når argumentet er ubestemt:
| Positiv | Komparativ | Superlativ |
| ------- | ---------- | ---------- |
| grønne  | grønnere   | grønneste  |

| Positiv | Positiv | Positiv  | Positiv | Komparativ | Superlativ |
| Hankøn  | Hunkøn  | Intetkøn | Flertal | Komparativ | Superlativ |
| ------- | ------- | -------- | ------- | ---------- | ---------- |
| grønn   | grønn   | grønt    | grønne  | grønnere   | grønnest   |

### Verber
Regelmessige norske verber har syv bøjningsformer, med verbet leve som eksempel er det disse formene: fire finitte former: lever (presens), levde (preteritum), leve (optativ), lev (imperativ) og tre infinitte former: leve (infinitiv), levende (presens partisipp) og levd (perfektum participium). I skolegrammatikken bliver den imperfektive partisippel kaldt «præsens participium».
Verber kan inddeles i forskellige bøjningstyper, i svage og stærke, og efter om de danner præteritum med suffiks eller ikke. Svage verber danner preteritum med suffiksene -a/et eller -te/-(d)de, fordelingen dem i mellem er afhængig af fonologiske egenskaber ved stammen. Enstavede stammer (å nå) har suffikset -dde, stammer med tryk på sidste staving og tonelag 1 (å reparere) har suffikset -te, det samme har stammer med visse fonologiske strukturer. Alle andre svage verber danner præteritum med -a/et. Stærke verber danner præteritum med vokalveksling i stammen, såkaldt aflyd.
Norske verber kan også inddeles i hovedverber og hjælpeverber. Hjælpeverberne er en lukket klasse af verber som bliver brugt dels til at lave sammensatte tidsformer (Vi har gått), og dels til at markere talerens indstilling til indholdet i sætningen (Vi må gå nå). Syntaktisk adskiller hjælpeverberne sig fra andre verber ved at de tager infinitiver som komplement uten infinitivsmærke, jf. Vi prøver å gå nå, der prøver, til forskjell fra må, ikke er et hjælpeverbum.
| Finit     | Finit      | Finit      | Finit     | Ikke-finit       | Ikke-finit       | Ikke-finit          | Ikke-finit            | Ikke-finit            | Ikke-finit            | Ikke-finit            |
| Indikativ | Indikativ  | Konjunktiv | Imperativ | Verbalsubstantiv | Verbalsubstantiv | Participier         | Participier           | Participier           | Participier           | Participier           |
| Præsens   | Præteritum | Konjunktiv | Imperativ | Infinitiv        | Infinitiv        | Præsens participium | Perfektum participium | Perfektum participium | Perfektum participium | Perfektum participium |
| Præsens   | Præteritum | Konjunktiv | Imperativ | Aktiv            | Passiv           | Præsens participium | Hankøn                | Hunkøn                | Intetkøn              | Flertal               |
| --------- | ---------- | ---------- | --------- | ---------------- | ---------------- | ------------------- | --------------------- | --------------------- | --------------------- | --------------------- |
| lever     | levde      | leve       | lev       | leva             | levast           | levande             | levd                  | levd                  | levt                  | levde                 |

| Finit     | Finit     | Finit      | Finit      | Finit      | Ikke-finit | Ikke-finit       | Ikke-finit       | Ikke-finit          | Ikke-finit            | Ikke-finit            |
| Indikativ | Indikativ | Indikativ  | Indikativ  | Konjunktiv | Imperativ  | Verbalsubstantiv | Verbalsubstantiv | Participier         | Participier           | Participier           |
| Præsens   | Præsens   | Præteritum | Præteritum | Konjunktiv | Imperativ  | Infinitiv        | Infinitiv        | Presens participium | Perfektum participiun | Perfektum participiun |
| Aktiv     | Passiv    | Aktiv      | Passiv     | Konjunktiv | Imperativ  | Aktiv            | Passiv           | Presens participium | Ental                 | Flertal               |
| --------- | --------- | ---------- | ---------- | ---------- | ---------- | ---------------- | ---------------- | ------------------- | --------------------- | --------------------- |
| lever     | leves     | levde      | levdes     | leve       | lev        | leve             | leves            | levende             | levd                  | levde/ levet          |

### Lukkede ordklasser
Norsk har syv lukkede ordklasser, det vil sige ordklasser som har grammatisk funktion, og som har et endelig antal medlemmer. Adverbier, determinativer, interjektioner, konjunktioner, præpositioner, pronomener og subjunktioner udgør disse ordklasser i norsk.
De personlige pronomener bøjes i to kasus: nominativ og akkusativ. Nogen dialekter har dativ i stedet for akkusativ. Adjektiv samsvarsbøjes med pronomen på samme måde som med substantiv. Af pronomenerne er det kun de personlige, som har bøjning.
De fleste determinativer bøjes efter køn og tal i samsvar med deres argument. Visse determinativer bøjes ikke.
De fem øvrige lukkede ordklassene har ingen bøjning.

## Ordforråd

### Indoeuropæiske arveord
Grundstammen af norske ord er arveord fra indoeuropæisk. De lukkede ordklasser er de som har overlevet længst, mens åbne ordklasser er mere udsatte for udskiftninger. De allerfleste stærke verber er arveord, fordi dette bøjningsmønster ikke har været produktivt meget længe. Aflyd er også så tilpas gammelt, at de fleste ord med aflyd i bøjningsmønsteret er arveord (for eksempel å drive – dreiv).

### Låneord
Sprogsamfund låner ord fra mere prestigefulde sprogsamfund via tosprogede. Studier af låneord i norsk afspejler dermed samfundsmæssige forhold i Europa op gennem århundrederne. Med indførelsen af kristendommen kom der en god del låneord ind i norrønt. Af låneordene i Fritzners Gammelnorsk Ordbog er cirka 61 % fra latin, 25 % fra gammel- og mellemhøjtysk, 7 % fra gammelfransk og under 5 % fra gammelengelsk. De fleste latinske låneord er knyttet til kristendommen, mange tyske ord til handel, og mange franske ord til hofliv. Hovedtyngden af låneordene i mellemnorsk kom fra nedertysk. Det er anslået at halvdelen af ordforrådet i norsk kommer fra nedertysk.
Mængden af nye låneord er vokset kraftig siden midten af det 20. århundrede, og ikke mindst efter at fjernsynet og senere Internettet er blevet udbredt i norske hjem. Det er særlig engelsk der hentes ord fra. Tor Guttu (leksikograf) mener at «cafésvensk» var kendt i Norge omkrin 1900.
Umiddelbart før 2. verdenskrig registrerede filologen Aasta Stene omkring 530 engelske ord som var i brug i norsk. Lignende undersøgelser er foretaget senere, og det blev klart, at tendensen var, at stadig flere engelske ord kom i brug. Anglisismeordboka fra 1997 har omkring 4000 opslagsord, det vil sige omkring syv og en halv gang så mange som Stene fandt. Engelske ords andel blandt låneord er også steget markant, og udgør i Bokmålsordboka og Nynorskordboka henholdsvis cirka 10 og 12 procent af lånordene.
Mens lånordene fra engelsk i 1950-årene i høj grad var knyttet til ungdomskultur, har fænomenet spredt sig også til andre felter. Mens ungdomskulturen fremdeles er et vigtigt område, finder man også særligt ord knyttet til teknologi, fritidsaktiviteter, sport og erhvervsliv.

### Norvagisering
Norvagisering er at give låneord norsk skrivemåde. De allerfleste gamle låneord har norsk skrivemåde, men for nye låneord kan der være betydelig modstand mod at fornorske skrivemåder efter at den udenlandske skrivemåde først er etableret. Mens skrivemåter som sitron, sjåfør og kul for citron, chauffeur og cool ikke skaber særlig opmærksomhed, blev forslag om norvagiseringer som sørvis, sirka, beiken og pøbb til dels latterliggjort, da Språkrådet foreslog dem i 1996.

### Fornorsking
Fornorsking er at finde et afløsningsord i stedet for låneord. Eksempler er idémyldring for brainstorm, nettleser for (web)browser eller kringkasting for broadcasting.
Et afløserord kan laves på flere forskellige måder, hovedsagen er, at man forstår hvad ordet drejer sig om. En måde er at oversætte direkte. Mountain bike oversættes med fjell-/terrengsykkel og boarding card med ombordstigningskort. 
Andre gange må man ty til lidt mere fantasi, feedback og corner bliver næppe forstået på norsk hvis det oversættes med tilbagemating eller hjørne. Tilbagemelding og hjørnespark er derimod meget mere forståelige. Nuancerne er derfor vigtige, når nye afløsningsord skal laves.
I Norge er det Språkrådet, som har taget ansvaret for at finde på nye afløsningsord i Ordsmia Arkiveret 16. juni 2008 hos  Wayback Machine.

### Søgbare norske ordbøger
- Søg i Bokmålsordboka og Nynorskordboka
- Riksmålsfobundets ordliste
- Rimordbok (på dansk og norsk)
- Lexin (ordbøger for indvandrere) Arkiveret 21. november 2009 hos  Wayback Machine
- Språkrådets ordbøger Arkiveret 10. oktober 2007 hos  Wayback Machine
- Språkrådets ordlister (se venstre margin)
- Nordiske ordbøger Arkiveret 24. april 2010 hos  Wayback Machine